# 山崎富榮
山崎富榮（日语：／ Yamazaki Tomie，1919年9月24日—1948年6月13日）是日本的一名美容師，作家太宰治的愛人。1948年，在玉川上水，與太宰治一同投河自殺。

## 生平
山崎富榮出生於東京市本鄉區（今東京都文京区本鄉）。父山崎晴弘是日本最早的美容学校「東京婦人美髪美容学校」（お茶の水美容学校）的創辦人。山崎富榮是家中次女。
她在父親的美容學校接受菁英教育。從錦秋高等女学校轉到京華高等女学校之後畢業。畢業後於YWCA學習聖經、英語與戲劇。她也在慶應義塾大學旁聽，並和義姊山崎つた一起，在銀座2丁目經營オリンピア美容院。
1944年12月9日，她與三井物產的員工奥名修一結婚。婚後十天奧名修一就被派到三井物產的馬尼拉分店任職。後來遇到美軍進攻馬尼拉，他參與戰爭之後下落不明。
1945年3月的東京大轟炸，オリンピア美容院與お茶の水美容学校都被燒毀。山崎富榮與雙親被強制疏散到滋賀縣神崎郡八日市町（今东近江市）。
1946年春天，與義姊於鎌倉市長谷開了美容院。1946年11月14日，搬至東京三鷹。在過去茶の水美容学校畢業生經營的ミタカ美容院工作，晚上則於駐日盟軍專用的卡巴萊中的美容部任職。
1947年3月27日晚上，在烏龍麵攤認識了正在喝酒的太宰治。她二哥山崎年一（やまざき としかず）是旧制弘前高等学校大太宰治兩年的學長。她最後與太宰治一起跳水自殺殉情。